# Orn...
|  | Denne artikel er oprettet af botten PalnaBot ud fra en ekstern database. Den kan derfor have sproglige fejl eller mangler. Denne skabelon kan fjernes efter kontrol af indholdet. |

Orn... er en film instrueret af Fanny Knight.

## Handling
Det er tidlig morgen. Ude i horisonten anes en lille båd med en mand i. Han ror ind til kysten og går i land. Stedet er fremmedartet. Han bliver skræmt og forsøger at undslippe - men han er gået ind i en fælde - og han må indordne sig. Det er en video om karma og livets kredsløb. Billeder og lyde taler sammen, og der er ingen tale.